# Emma Watkins
Pour les articles homonymes, voir Watkins.
Emma Olivia Watkins (née le 21 septembre 1989 à Sydney) est une chanteuse, danseuse et actrice australienne, membre du groupe de musique pour enfants The Wiggles.

## Biographie
Watkins commence le ballet à quatre ans. Elle voit les Wiggles (groupe formé en 1991) faire de la danse irlandaise et étudie d'autres styles de danse, notamment le jazz, le hip hop, les claquettes et le contemporain. Elle va au McDonald College, une école d'arts du spectacle. Elle obtient une bourse complète pour la Sydney Film School et un certificat spécialisé en théâtre musical à ED5 International à Sydney. Watkins a une maîtrise en production et arts médiatiques à l'université technologique de Sydney. Elle enseigne la danse aux enfants quand elle est au lycée. Elle joue dans des films de Bollywood, apprend la batterie et d'autres instruments de percussion et la langue des signes australienne en 2012. En 2021, elle se consacre à une thèse de doctorat autour de la langue des signes et de la danse.
Watkins et son collègue interprète de Wiggles Lachlan Gillespie se marient le 9 avril 2016 au Hopewood House à Bowral. Le 3 août 2018, Watkins et Gillespie annoncent leur séparation.
En avril 2018, Watkins est contraint de se retirer de plusieurs émissions, souffrant de douleurs. Elle subit une intervention chirurgicale après un diagnostic d'endométriose sévère. Son médecin, le professeur Jason Abbott, la persuade de parler de la maladie pour sensibiliser à la maladie.
Le 5 avril 2021, Watkins annonce ses fiançailles avec Oliver Brian, un musicien qui travaille avec les Wiggles. Ils avaient commencé à sa fréquenter en décembre 2019.

## Carrière
En 2010, Watkins intègre les Wiggles, d'abord dans le rôle de Fairy Larissa, de Wags the Dog, Dorothy the Dinosaur et Wiggly Dancer. Elle utilise ses compétences cinématographiques lors de tournées avec le groupe, leur fournissant des services de vidéo et de montage. En mai 2012, les Wiggles annoncent que Watkins deviendra la première femme Wiggle, remplaçant le membre fondateur Greg Page en tant que Yellow Wiggle. Les membres originaux déclarent qu'ils ont choisi Watkins parce qu'elle est la plus qualifiée pour le poste, et commentent qu'il s'agit d'une stratégie pour commercialiser les Wiggles auprès de la prochaine génération.
En raison de sa popularité, elle joue dans l'émission pour enfants sur ABC Kids intitulée Emma !, composée d'épisodes de cinq minutes, créée le 1er juin 2015. En septembre 2019, Watkins occupe les programmes d'après-midi le week-end de la stations de radio smoothfm.
En octobre 2020, Watkins apparaît dans le clip de Back 2 Back de Samantha Jade. Aux ARIA Music Awards 2020 en novembre, elle rejoint un ensemble de chanteuses australiennes pour interpréter I Am Woman en hommage à sa chanteuse et compositrice, Helen Reddy.
En octobre 2021, elle annonce qu'elle quittera les Wiggles et sera remplacée par Tsehay Hawkins en 2022.

## Discographie
- 2015 : Emma! (2015)
- 2016 : Dial E for Emma!
- 2019 : Emma! 2 (2019)

## Source de la traduction
- (en) Cet article est partiellement ou en totalité issu de l’article de Wikipédia en anglais intitulé « Emma Watkins » (voir la liste des auteurs).